# Molino de Las Fuentes
El Molino de Las Fuentes está situado próximo al oeste del casco urbano de Sot de Chera (Provincia de Valencia, España), siguiendo la carretera comarcal en dirección a Chera, a unos dos kilómetros, tomado la pista forestal que conduce al paraje conocido como «Las Fuentes». Está clasificado como Bien de Protección Parcial en el Plan General de Sot de Chera por la Diputación de Valencia. 

## Descripción
Pertenece a la arquitectura popular o tradicional de finales del siglo XIX. Se trata de un antiguo molino de cereal, movido por agua. 
Era un edificio de dos plantas, aunque actualmente permanece en estado ruinoso.

## Funcionamiento
El agua para su funcionamiento la recibía a través de una acequia por la parte posterior que finalizaba en una balsa de regulación, a la que se llega por el camino de acceso tras una pequeña cuesta. En el interior conserva pocas piezas de la antigua maquinaria, aunque si conserva una piedra cilíndrica.
El derecho de agua, lo tenía todo el día con acequia propia, después de la riada de 1957, que tanto afectó a Valencia y a su provincia, se constituyó legalmente la Comunidad de Regantes por O.M. del 9 de enero de 1962, y se reconoce al Molino de las Fuentes con un salto de 5,82 metros y un caudal de agua de 138 litros por segundo.